# Latifa Rkha Chaham
 (septembre 2023).
Si vous disposez d'ouvrages ou d'articles de référence ou si vous connaissez des sites web de qualité traitant du thème abordé ici, merci de compléter l'article en donnant les références utiles à sa vérifiabilité et en les liant à la section « Notes et références ».
 (septembre 2023).
 (septembre 2023).

## Présentation
Latifa R'kha Chaham est une écrivaine marocaine née en 1940 à Marrakech (Maroc), auteure de plusieurs romans en langue arabe et française.
Romancière engagée et féministe, elle développe à travers ses ouvrages un discours qui dépeint les désirs d’émancipation de la femme marocaine.
Elle est la mère de Fatim-Zahra Ammor, Ministre marocaine du Tourisme, de l’Artisanat et de l’Économie Sociale et Solidaire.

## Biographie
Latifa Rkha Chaham est née à Marrakech en 1940.
Elle fait partie des premières générations de jeunes filles qui ont emprunté le chemin de l’école au Maroc. Bercée par la lecture et l’amour de l’écriture, elle publie une première historiette à l’âge de 14 ans dans une revue littéraire très sérieuse "Majallat Al Adib" qui était engagée pour l’indépendance du Maroc et pour l’identité marocaine.
Passionnée par la littérature arabe, elle intègre le cycle de l’enseignement, et fut nommée en 1960 par Feu le Roi Mohammed V au sein d’une mission culturelle de dix enseignants pour donner des cours d’arabe aux Marocains résidant à l’étranger.
Sa vie peut être scindée en deux parties distinctes. Celle de mère de famille, de 1961 à 2010, pendant laquelle elle se consacre à l’éducation de ses 6 filles. Puis, celle d’écrivaine qui revient à ses premières passions, à la suite du décès de son époux en 2010. Elle s’essaye alors au roman et s’impose comme une écrivaine féminine et féministe du paysage littéraire marocain.
Après une série de romans en arabe, Latifa Rkha Chaham décide en 2020 de se lancer un nouveau défi : écrire en français. Cette transition marque une nouvelle étape dans sa carrière, élargissant son lectorat tout en lui permettant d’exprimer ses idées avec une nouvelle palette linguistique.
Ses écrits sont considérés comme des explorations profondes de la condition humaine, marquées par des expériences et des questionnements existentiels
Son dernier ouvrage " Le purgatoire des exilés " a été présenté lors de la 28e édition du Salon international de l’édition et du livre (SIEL) en 2023.